# Gustav Brandes (Mediziner)
Gustav Brandes (* 21. September 1821 in Hannover; † 14. Dezember 1880 ebenda) war ein deutscher Mediziner und Autor.

## Leben
Geboren in der Residenzstadt des Königreichs Hannover, studierte Gustav Brandes Medizin an der Universität Göttingen und an der Friedrich-Wilhelms-Universität Berlin und unternahm darüber hinaus Studienreisen. 1845 wurde ließ er sich in seiner Heimatstadt als Chirurg und als Spezialist für Geisteskrankheiten nieder, wurde 1847 Stadtphysicus „und bald darauf Leiter des 1833 eingeweihten Städtischen Krankenhauses in Linden“.
Gustav Brandes initiierte den Erweiterungsbau des Krankenhauses in Linden und die Übernahme des während des Deutsch-Französischen Krieges auf der Bult errichteten Hilfslazaretts. Im Interesse einer Verbesserung der hygienischen Verhältnisse engagierte er sich für den Bau eines Schlachthauses und den Ausbau des Wasserleitungsnetzes.

## Schriften
- Der Idiotismus und die Idiotenanstalten mit besonderer Rücksicht auf die Verhältnisse im Königreich Hannover [... „mit einer Karte im Farbendruck“], Hannover: Carl Rümpler, 1862; Digitalisat des Münchener Digitalisierungszentrums
- Die Irrencolonien im Zusammenhang mit den ähnlichen Bestrebungen auf dem Gebiete der Armen- und Waisenpflege und mit besonderer Rücksicht auf die Verhältnisse im Königreich Hannover, Hannover: Carl Rümpler, 1865; Digitalisat der Bayerischen Staatsbibliothek